# Ośrodek Zapasowy 26 Dywizji Piechoty
Ośrodek Zapasowy 26 Dywizji Piechoty (OZ 26 DP) – oddział piechoty Wojska Polskiego, nie istniejący w czasie pokoju.

## Formowanie i organizacja
Ośrodek Zapasowy 26 Dywizji Piechoty nie istniał w organizacji pokojowej Wojska Polskiego. Był Jednostką mobilizowaną zgodnie z planem mobilizacyjnym „W”, w II rzucie mobilizacji powszechnej, w czasie X+6. Jednostką mobilizującą Ośrodek Zapasowy 26 Dywizji Piechoty był 10 pułk piechoty. Ośrodek miał być formowany według organizacji wojennej L.3010/mob.org., ukompletowany zgodnie z zestawieniem specjalności oraz uzbrojony i wyposażony zgodnie z wojennymi należnościami materiałowymi. W skład ośrodka zapasowego ramowo wchodziło:
- dowództwo ośrodka zapasowego,
- kompania gospodarcza ośrodka zapasowego,
- kompania podchorążych rezerwy ośrodka zapasowego,
- trzy bataliony ośrodka zapasowego po trzy kompanie strzeleckie i jednej kompanii ckm,
- pluton przeciwpancerny ośrodka zapasowego,
- pluton pionierów ośrodka zapasowego,
- pluton łączności ośrodka zapasowego,
- pluton zwiadowców ośrodka zapasowego[3].

Po zmobilizowaniu wszystkich jednostek przewidzianych planem „W” w ramach mobilizacji alarmowej 23 marca 1939, w koszarach 10 pułku piechoty w Łowiczu, w koszarach 18 pułku piechoty w Skierniewicach oraz w koszarach 37 pułku piechoty w Kutnie pozostały nadwyżki osobowe rezerwistów oraz kadry stałej niezbędnej do sformowania i pracy z powołanymi 21 marca z poborowymi, żołnierzami młodszego rocznika. Nadwyżki te sformowano w Oddziały Zbierania Nadwyżek poszczególnych pułków piechoty. Nadwyżki stanowiły bazę personalną, szkoleniową i materiałową dla zmobilizowanych pułków piechoty 26 DP. Na ich bazie w okresie od marca do sierpnia 1939 dokonano wymiany części zmobilizowanych wcześniej żołnierzy rezerwy na pozostających w nadwyżkach żołnierzy rezerwy lub młodszego rocznika oraz przez oddziały nadwyżek mobilizowano i zwalniano kolejnych powołanych do służby żołnierzy rezerwy. 
Z chwilą ogłoszenia mobilizacji alarmowej „sierpniowej” 24 sierpnia 1939 przybyli do koszar następni rezerwiści oraz nastąpiły dalsze zmiany personalne w oddziałach zbierania nadwyżek  z których zasobów rozpoczęto mobilizację następnych planowanych jednostek. Dalszy duży napływ żołnierzy rezerwy nastąpił po ogłoszeniu mobilizacji powszechnej od 31 sierpnia 1939. Równocześnie z mobilizacją jednostek przewidzianych planami nastąpiło znaczne powiększenie oddziałów zbierania nadwyżek pułków piechoty 26 DP. 
Trwające równolegle czynności mobilizacyjne oddziałów dla 44 Dywizji Piechoty rez. uniemożliwiły zakończenie tworzenia oddziałów nadwyżek w pułkach piechoty. Pomimo przyspieszenia mobilizacji powszechnej w II rzucie o dwa dni, proces formowania się nadwyżek pułkowych nie dobiegł końca i nie zdołano zebrać w Łowiczu w całość OZ 26 DP. Sytuacja na froncie Armii „Łódź” wymusiła ewakuację oddziałów zbierania nadwyżek z dotychczasowych miejsc stacjonowania. Rozkazem organizacyjnym nr 1 Ministra Spraw Wojskowych gen. dyw. Tadeusza Kasprzyckiego z dnia 3 września 1939, wszelkie nadwyżki otrzymały rozkaz wymarszu z dotychczasowych miejsc stacjonowania w Łowiczu, Skierniewicach, Kutnie i z innych miejsc. Rozkazano im skoncentrować się za Wisłą na odcinku od Modlina do Dęblina, tam przystąpić do organizowania ośrodków zapasowych, w tym OZ 26 DP. Na dowódcę OZ 26 DP planowano mjr. Edmunda Kolendowskiego.  

## Działania bojowe
Realizując rozkaz Ministra Spraw Wojskowych gen. dyw. Tadeusza Kasprzyckiego oddziały zbierania nadwyżek pułków 26 DP podjęły marsz z Kutna i Łowicza do Skierniewic. Wobec prowadzenia dalszej mobilizacji oddziałów 44 DP rez. odeszły za linię Wisły i do Warszawy oddzielnie w różnych terminach.  

### Oddział Zbierania Nadwyżek 37 pp
Po zmobilizowaniu zgodnie z planem oddziałów OZN 37 pp sformował się w dwa bataliony piechoty. Dowódcą OZN 37 pp był prawdopodobnie mjr Jan Władysław Smoter. Prawdopodobnie OZN 37 pp wyruszył z Kutna pomiędzy 6 a 8 września. Podjął marsz z Kutna do Skierniewic następnie przez Radziwiłów, Leszno, Jabłonnę przez Warszawę do Garwolina, skąd większość powróciła do Warszawy. W Warszawie nastąpiło połączenie z częścią OZN 10 pp. Część połączonego oddziału pozostała w Warszawie i weszła w skład oddziałów bojowych broniących stolicy. Część dołączyła pod dowództwo mjr Franciszka Tabaczyńskiego z OZN 10 pp pomaszerowała do Kowla, celem połączenia z OZ 26 DP.

### Oddział Zbierania Nadwyżek 10 pp
Z chwilą ogłoszenia mobilizacji alarmowej 24 sierpnia 1939 obowiązki dowódcy OZN 10 pp mjr Franciszek Piotrowiak przekazał dla mjr Feliksa Guttakowskiego, a sam odszedł na inne stanowisko służbowe.  Po zmobilizowaniu zgodnie z planem oddziałów OZN 10 pp sformował się w dwa bataliony piechoty. 9 września podjął marsz z Łowicza do Skierniewic i następnie do Warszawy, poprzez Mszczonów, Grójec, Górę Kalwarii, Garwolin. Część OZN 10 pp pod dowództwem mjr. Feliksa Guttakowskiego odeszła do Warszawy. W Warszawie nastąpiło połączenie z OZN 37 pp. Część połączonego oddziału pozostała w Warszawie i weszła w skład oddziałów bojowych. Pozostała część pod dowództwem mjr. Franciszka Tabaczyńskiego pomaszerowała do Kowla.
Obsada dowódcza OZN 10 pp we wrześniu 1939
Dowództwo oddziału:
- dowódca oddziału - mjr Feliks Guttakowski
- zastępca dowódcy oddziału - mjr Franciszek Tabaczyński
- adiutant oddziału - ppor. rez. Władysław Fiszer
- oficer dowództwa - kpt. Tadeusz Stanisław Kura

I batalion piechoty
- dowódca batalionu kpt. Bogdan Łuczaj, po wyjściu z Warszawy - mjr Franciszek Tabaczyński
- dowódca 1 kompanii strzeleckiej - por. Klemens Zakrzewski
- dowódca 2 kompanii strzeleckiej - NN
- dowódca 3 kompanii strzeleckiej - ppor. rez. Stanisław Chabowski
- dowódca 1 kompanii ckm - ppor. rez. Józef Kucharek

II batalion piechoty
- dowódca batalionu - kpt. Jerzy Lewestam
- dowódca 4 kompanii strzeleckiej - ppor. rez. Julian Stoiński
- dowódca 5 kompanii strzeleckiej - ppor. rez. mgr Adam Lach
- dowódca 6 kompanii strzeleckiej - ppor. rez. Franciszek Żyto
- dowódca 2 kompanii ckm - ppor. Jerzy Dull

### Oddział Zbierania Nadwyżek 18 pp
Dowództwo OZN 18 pp od marca 1939 sprawował mjr Edmund Kolendowski. 6 września 1939 OZN 18 pp wymaszerował ze Skierniewic w kierunku Warszawy. W trakcie marszu w rejonie Tarczyna został zaatakowany przez niemiecki oddział zmotoryzowany. W wyniku silnego ostrzału został częściowo rozproszony. Jego część pod dowództwem mjr. Edmunda Kolendowskiego w ciągłych potyczkach z oddziałami niemieckimi przedostała się w rejon Otwocka i Garwolina, gdzie OZN 18 pp prowadził drobne walki. Następnie nadwyżki podjęły marsz na Lubelszczyznę w rejon Rejowca i Krasnegostawu. Tam 14 września pozostałość OZN 18 pp weszła w skład 29 Brygady Piechoty płk. Jana Bratro. Z jego składu osobowego sformowano I batalion piechoty pod dowództwem mjr. Edmunda Kolendowskiego, który wszedł w skład 1 pułku piechoty rezerwowego pod dowództwem ppłk. dypl. Bronisława Szostaka. I batalion wziął udział w walkach z oddziałami niemieckimi o Zamość 19/20 września, pod Cześnikami 21-23 września i Krasnobrodem 25 września W trakcie walk 22 września mjr Kolendowski został ranny, a 23 września batalion liczył około 200 żołnierzy. Po 25 września batalion rozproszył się. Drobne grupy żołnierzy pochodzące z OZN 18 pp dołączyły do oddziałów Samodzielnej Grupy Operacyjnej „Polesie” i dzieliły jej dalszy los.

### Oddział mjr. Franciszka Tabaczyńskiego
Oddział mjr. Franciszka Tabaczyńskiego dotarł do Kowla. Po sowieckiej agresji na II RP 17 września oddział rozpoczął marsz w kierunku południowym do Lwowa. Ze względu na odcięcie drogi przez oddziały niemieckie, dalszy marsz kontynuowano w kierunku zachodnim w kierunku Lublina. W lasach Ordynacji Zamoyskich w nocy 5/6 października mjr Tabaczyński rozwiązał oddział. W oddziale byli następujący oficerowie: kpt. Tadeusz Stanisław Kura, por. rez. Henryk Żochowski, por. rez. Zygmunt Piwakowski, ppor. Jerzy Dull, ppor. rez. Jan Kaprusiak, ppor. rez. Józef Kucharek, ppor. rez. Andrzej Kurczyński, ppor. rez. Andrzej Piwakowski, ppor. rez. Zygmunt Rosikowski, ppor. rez. Kazimierz Sojecki.  